# لبلاب ختمي
لبلاب ختمي أو عليق أو حشيشة مهبولة (الاسم العلمي: Convolvulus althaeoides) هو نوع من النباتات يتبع جنس اللبلاب من الفصيلة اللبلابية.